# Silnice II/470
Silnice II/470 je silnice II. třídy v Moravskoslezském kraji (v okresech Ostrava-město a Karviná) spojující dálnici D1 v Ostravě a Orlovou.

## Vedení silnice
Silnice začíná na výjezdu 357 dálnice D1 a vede jako dálniční přivaděč na kruhový objezd na ulici Mariánskohorské. Dále pokračuje v peáži se silnicí II/647 přes Mariánské Hory, Moravskou Ostravu (křižovatka s I/56) a Muglinov do Hrušova, kde končí peážní úsek. Samostatně pokračuje silnice do Heřmanic, kde opouští území Ostravy.
V okrese Karviná silnice protíná Rychvald (křižovatka s II/471) a pokračuje do Orlové (část Poruba), kde končí na křižovatce s I/59.
V budoucnu bude součásti silnice i Severní spoj směrem od D1 do Poruby.
V úsecích mezi začátkem silnice a koncem peáže s II/647 je silnice čtyřpruhová, ve zbytku trasy převážně dvoupruhová.